# Philippe Brizard (prélat)
Pour les articles homonymes, voir Philippe Brizard et Brizard.
Philippe Brizard, né le 10 juin 1941 à Paris, est un prélat français, portant le titre de protonotaire apostolique, directeur général de L'Œuvre d'Orient de 2001 à 2010. Il fut également secrétaire particulier du cardinal Jean-Marie Lustiger.

## Formation
Philippe Brizard est titulaire d'un baccalauréat en philosophie scolastique, d'une licence en droit, droit canon et en théologie, ainsi que d'une maîtrise en philosophie du droit. Il est également diplômé en grec biblique et en hébreu biblique.

## Biographie
Philippe Brizard est ordonné prêtre à Paris le 26 juin 1971.
Il devient ensuite vicaire à Saint-Louis d'Antin, jusqu'en 1976, avant de prendre le poste d'aumônier du lycée Janson-de-Sailly.
De 1981 à 1983, il est aumônier général du collège Stanislas, avant de devenir pour un an vicaire de la Madeleine.
En 1984, le cardinal Lustiger fait de lui son secrétaire particulier, jusqu'en 1986.
Il retourne ensuite à La Madeleine, où il assure l'office en tant que curé jusqu'en 1996, avant de prendre en charge la paroisse Notre-Dame d'Auteuil.
Le 23 juillet 2001, le pape Jean-Paul II lui confère le titre de Chapelain de Sa Sainteté.
Le 1er septembre 2001, en raison de ses compétences reconnues sur le monde oriental et des Églises d'Orient (ses diplômes, multiples voyages et pèlerinages en Pologne (où il soutient la résistance menée par Lech Wałęsa), en Israël, en Égypte, au Liban, en Syrie, en Turquie, en Grèce, en Roumanie, en Bulgarie…), il est nommé directeur général de l'Œuvre d'Orient. Il modernise le fonctionnement de l'association en s'appuyant sur des méthodes modernes de communication qui culminent lors des célébrations du 150e anniversaire de L'Œuvre d'Orient en 2006. À cette occasion, il réunit à Paris pendant une semaine les patriarches et les évêques des Églises catholiques orientales et les supérieurs généraux des congrégations (masculines et féminines) avec lesquelles l'Œuvre d'Orient est en relation dans les pays où elle est présente, qui se sont déplacés en masse. De très nombreuses manifestations ont lieu dont un colloque et une messe d'actions de grâce à Notre-Dame de Paris en présence des autorités civiles et religieuses. Les manifestations se prolongent à Rome par un colloque international et une audience privée avec le pape Benoît XVI. À ce titre, il contribue à la promotion de la chrétienté d'Orient,, et anime une chronique hebdomadaire sur Radio Notre-Dame et sur RCF. Il participe au synode des évêques pour le Moyen-Orient de 2010.
Il est remplacé en septembre 2010 par le père Pascal Gollnisch.
Il est désormais à la retraite.
En 2011, il accepte de devenir l’aumônier de la province Saint Louis de France de la Militia Christi.

## Publications
- « La situation des Églises orientales catholiques », Documents Épiscopat (CEF) no 12, 2010.

## Distinctions
- Chevalier de la Légion d'honneur (décret du 25 mars 2005[10])
- Chevalier de l'ordre national du Mérite (décret du 10 novembre 1998[11])
- Protonotaire apostolique
- Archimandrite de l'Église grecque melkite catholique d'Antioche
- Chanoine du Chapitre de Notre-Dame de Paris
- Chanoine d’honneur du Saint Sépulcre de Jérusalem